# محمود ملا عزت
محمود ملا عزت (1939- 2005) هو كاتب ومؤرخ كردي. ولد في مدينة السليمانية في سنة 1939 واكمل دراسته الابتدائية والثانوية في السليمانية، وفي سنة 1962 وفي جامعة بغداد حصل على بكالوريوس تاريخ وبعدها أصبح مدرساً.
وفي سنة 1980-1981 تم اعتقاله بتهمة النشاط السياسي ضد الحزب البعث، وبعد إطلاق سراحه ترك البلاد وأصبح لاجئ سياسي في السويد. في سنة 1987 عين في قسم أرشيف مدينة ئوبسالا حتى رجوعه إلى كردستان.

## كتبه
- الدبلوماسية في حركة الكوردية عام 1973.
- جمهورية الشعبية مهاباد، الطبعة الأولى 1984، الطبعة الثانية 1987.
- جذور تاريخ المحاولات تعريب الكورد والمسألة الكوردستانية 1986.
- الكورد والصراع الاستراتيجي للامن القومي 1988.
- جمهورية كوردستان (الرسائل والوثائق) الجزء الأولى، ستوكهولم 1992.
- جمهورية كوردستان (الرسائل والوثائق) الجزء الثاني، ستوكهولم 1995.
- جمهورية كوردستان (الرسائل والوثائق) الجزء الثالث، ستوكهولم 1997.

## وفاته
توفي في السويد في مدينة ئوبسالا في 4 مايو 2005.

## مصدر
- كوردسات